# انتخابات ریاست‌جمهوری تاجیکستان (۲۰۱۳)
انتخابات ریاست‌جمهوری تاجیکستان (انگلیسی: 2013 Tajik presidential election) در ششم نوامبر ۲۰۱۳ رئیس‌جمهور فعلی امامعلی رحمان گزارش شد که از مشارکت ۸۶/۶ درصد با کسب آرای ۸۴ درصد رای‌دهندگان برای بار مجدد به ریاست جمهوری رسید.وی از ۱۹۹۲ در قدرت است، او در نوزدهم نوامبر ۱۹۹۲ ریاست شورای عالی جمهوری تاجیکستان را بر عهده گرفت و سرانجام در نوامبر ۱۹۹۴ به عنوان سومین رئیس‌جمهور تاجیکستان انتخاب شد و تاکنون این سمت را برعهده دارد. هیچ‌کدام از پنج مخالف او در رقابتهای انتخاباتی «به لحاظ مجازی حتی در داخل کشور شناخته شده نبودند» به صورت علنی از وی انتقاد نکردند. تنها اپوزیسیون اصلی وی نامزد مخالف «اوینیخول بوبونازاروفا» بود که او هم از شرکت درانتخابات صرف نظر کرد، او به رغم تلاشی که داشت نتوانست امضای کافی را برای ثبت نام در کاندیداتوری به دست آورد. حزب نهضت اسلامی تاجیکستان که حزب وی می‌باشد نیز مقامات محلی را به دلیل آزار و اذیت فعالان حزب که در پی جمع‌آوری امضا برای شرکت در انتخابات بودند متهم کرد.

## نظام انتخاباتی
رئیس‌جمهور برای یک دوره هفت ساله انتخاب می‌شود، و نامزدهای بالقوه به جمع‌آوری ۲۱۰٬۰۰۰ امضا برای حضور در انتخابات نیاز دارند.
مراکز حوزه‌های رأی‌گیری در ساعت ۲۲:۰۰ بسته می‌شود و قرار بر این است که نتایج رسمی اولیه اوایل روز بعد اعلام شود.

## کارزار انتخاباتی
«اوینیخول بوبونازاروفا» از حزب نهضت اسلامی پس از آنکه تنها ۲۰۲٬۰۰۰ امضا از ۲۱۰٬۰۰۰ امضای مورد نیاز جهت حضور در انتخابات را به دست آورد در ۱۱ اکتبر ۲۰۱۳ نامزدی خود را پس گرفت.این حزب ادعا کرد که این امر به دلیل آزار و اذیت مقامات محلی در جریان کارزار جمع‌آوری امضاء و شرکت در انتخابات بوده‌است.
حزب سوسیال دموکرات همچنین انتخابات را به دلیل آنچه گفته شد «نقض قانون اساسی، تقلب سازمان یافته و عدم دموکراسی و شفافیت» تحریم کرد.

## نظارت انتخابات
سازمان امنیت و همکاری اروپا نظارت بر این انتخابات را برعهده داشت. در پایان گزارشی از نواقص قابل توجهی در نظرسنجی آرا گزارش کرد و به الزامات محدودکننده ثبت نام نامزدها نیز اشاره نمود، از جمله به تعداد نامعقول زیادی از امضاها که نامزدهای بالقوه باید برای واجد شرایط بودن جمع می‌کردند انتقاد کرد، و این عاملی شد برای عدم شرکت گسترده نامزدها در انتخابات.

## نتایج
| نامزد                  | حزب                         | آرا       | %     |
| ---------------------- | --------------------------- | --------- | ----- |
| امامعلی رحمان          | حزب دموکراتیک خلق تاجیکستان | ۳٬۰۲۳٬۷۵۴ | ۸۳٫۹۲ |
| اسماعیل تالباکوف       | حزب کمونیست تاجیکستان       | ۱۸۱٬۶۷۵   | ۵٫۰۴  |
| تالیبک بوهاریف         | حزب کشاورزی (تاجیکستان)     | ۱۶۶٬۲۲۴   | ۴٫۶۱  |
| الیم بابایف            | رفرم اقتصادی حزب            | ۱۴۰٬۷۳۳   | ۳٫۹۱  |
| عبدالحلیم غفورف        | حزب سوسیالیست تاجیکستان     | ۵۴٬۱۴۸    | ۱٫۵۰  |
| سعیدکافر اسمانوف       | حزب دموکراتیک (تاجیکستان)   | ۳۶٬۵۷۳    | ۱٫۰۲  |
| بی‌اعتبار/آرای سفید     | بی‌اعتبار/آرای سفید          | ۳۶٬۹۴۹    | –     |
| جمع‌کل                  | جمع‌کل                       | ۳٬۶۴۰٬۰۵۶ | ۱۰۰   |
| ثبت نام شده آرا/مشارکت | ثبت نام شده آرا/مشارکت      | ۴٬۲۰۱٬۱۵۶ | ۸۶٫۶۴ |
| منبع: IFES             |                             |           |       |